# جمال عبدون
جان فرانسوا بيدينيك (بالفرنسية: Jean-François Bédénik)‏ (مواليد 20 نوفمبر 1978 في سيكلين - فرنسا) لاعب كرة قدم فرنسي يلعب حاليا لصالح نادي الدرجة الأولى بولوني الفرنسي منذ 2007 في مركز حارس مرمى .

## روابط خارجية
- جمال عبدون على موقع الاتحاد الدولي (مؤرشف)  (الإنجليزية)
- جمال عبدون على موقع الاتحاد الأوربي (الإنجليزية)
- جمال عبدون على موقع رابطة كرة القدم الفرنسية للمحترفين (الإنجليزية)
- جمال عبدون على موقع إي إس بي إن إف سي (الإنجليزية)
- جمال عبدون على موقع قاعدة بيانات كرة القدم.إي يو (الإنجليزية)
- جمال عبدون على موقع ناشيونال فوتبول تيمز (الإنجليزية)
- جمال عبدون على موقع Soccerbase.com (لاعب) (الإنجليزية)
- جمال عبدون على موقع Soccerway.com (الإنجليزية)
- جمال عبدون على موقع عالم كرة القدم.نت (الإنجليزية)
- جمال عبدون على موقع كووورة